# Cryptopipo
Cryptopipo es un género de aves paseriformes perteneciente a la familia Pipridae que agrupa a dos especies nativas de la América tropical (Neotrópico), donde se distribuyen desde el sureste de Panamá en América Central, a lo largo de estribaciones andinas de América del Sur, hasta el sureste de Perú. Las especies fueron anteriormente situadas en los géneros Xenopipo y Chloropipo. El género era monotípico hasta la reciente separación de Cryptopipo holochlora en dos especies. A sus miembros se les conoce por el nombre común de saltarines.

## Etimología
El nombre genérico femenino «Cryptopipo» se compone de las palabras del griego «kruptos» que significa ‘escondido’, ‘oscuro’, y «pipo, pipōn», una pequeña ave no identificada.

## Características
Las aves de este género son pequeñas, miden 12 cm de longitud, y diferentemente de otros saltarines, cuyos machos y hembras son completamente diferentes, no presentan dimorfismo sexual. Son de color verde oliva con el vientre amarillento. Habitan en el sotobosque de bosques húmedos, en tierras bajas o en colinas.

## Lista de Especies
Según las clasificaciones del Congreso Ornitológico Internacional y Clements Checklist/eBird el género agrupa a las siguientes especies con el respectivo nombre popular de acuerdo con la Sociedad Española de Ornitología (SEO), u otro cuando referenciado:
| Imagen | Nombre científico     | Autor                | Nombre común       | Estado de conservación | Distribución |
| ------ | --------------------- | -------------------- | ------------------ | ---------------------- | ------------ |
|        | Cryptopipo litae      | (Hellmayr, 1906)     | saltarín del Chocó | LC                     |              |
|        | Cryptopipo holochlora | (P.L. Sclater, 1888) | saltarín verde     | LC                     |              |

### Taxonomía
La especie C. holochlora, era anteriormente colocados junto a los actuales Chloropipo flavicapilla, Chloropipo unicolor y Xenopipo uniformis todos juntos en Chloropipo. Prum (1992) los colocó a todos en el género Xenopipo junto a Xenopipo atronitens. Los estudios de Ohlson et al. (2013) encontraron que Chloropipo y el ampliamente definido Xenopipo eran polifiléticos y describieron un nuevo género, Cryptopipo, para la anteriormente llamada X. holochlora, cuyos datos demostraron estar más próxima a Lepidothrix que a los géneros anteriores; también resucitaron Chloropipo para flavicapilla y unicolor, y retuvieron uniformis en Xenopipo con atronitens. Las propuestas fueron aprobadas en la amplia Propuesta N° 591 al SACC, que redefinió la secuencia linear de toda la familia Pipridae.
La especie C. litae, que ocurre a occidente de los Andes y en América Central, era tratada como un grupo de subespecies de Cryptopipo holochlora, pero fueron separadas como dos especies plenas con base en diferencias morfológicas y de vocalización.
Los estudios de filogenia molecular de Tello et al (2009) y McKay et al (2010), verificaron la existencia de dos clados bien diferenciados dentro de la familia Pipridae: uno llamado de subfamilia Neopelminae, agrupando a los saltarines más asemejados a atrapamoscas de los géneros Neopelma y Tyranneutes; y los restantes géneros llamados de "saltarines propiamente dichos", incluyendo el presente Cryptopipo, en un clado monofilético Piprinae Rafinesque, 1815. Esto fue plenamente confirmado por los amplios estudios de filogenia molecular de los paseriformes subóscinos realizados por Ohlson et al (2013). El Comité de Clasificación de Sudamérica (SACC) adopta esta última división y secuencia linear de los géneros, a partir de la aprobación de la Propuesta N° 591.